# Tumor pulmonar
Tumor pulmonar é uma neoplasia que afeta o pulmão. Aparece em 1 a cada 500 radiografias pulmonares como um ou múltiplos nódulos sólidos arredondados. Podem ser classificados em tumor benigno ou tumor maligno, em primário ou secundário e . Os tumores pulmonares provavelmente são benignos em menores de 40 anos e não fumantes. Frequentemente são nódulos pequenos, solitários e calcificados.

## Benignos
Tumores surgidos da laringe, traquea ou brônquios podem ser:
- Adenoma pulmonar
- Hamartoma pulmonar (nem todo hamartoma é um tumor, mas os pulmonares são neoplasias genéticas)[2]
- Mioblastoma pulmonar
- Papiloma

Tumores surgidos a partir do parênquima pulmonar (alvéolos) podem ser:
- Fibroma
- Leiomioma
- Lipoma
- Neurofibroma
- Schwannoma
- Hemangioma esclerosante
- Teratoma

### Causas
As causas de tumores pulmonares benignos incluem:
- Infecção por fungos em imunocomprometidos: histoplasmose, coccidioidomicose, criptococose ou aspergilose...
- Tuberculose (TBC)
- Abscesso pulmonar
- Pneumonia bacteriana
- Artrite reumatóide
- Granulomatose de Wegener
- Sarcoidose

## Maligno
O câncer de pulmão pode é primário quando surgiu no próprio órgão e secundário quando surgiu em outro órgão e fez metástase ao pulmão. Os quatro principais subtipos de carcinomas pulmonares são:
- Adenocarcinoma (~40%)
- Carcinoma de células escamosas (~30%)
- Carcinoma de células pequenas (~20%)
- Carcinoma de células grandes ou gigantes (~10%)

Esses tipos de câncer possuem dezenas de subclassificações, inclusive com múltiplos tipos simultâneos. Outros tipos mais raros de tumores pulmonares incluem:
- Adenoide cístico
- Tumor mucoepidermoide
- Tumor carcinoide
- Linfomas
- Sarcomas

Tumores secundários podem ser metástase de câncer de mama, câncer de fígado, câncer de pele

## Sinais e sintomas
Possíveis sintomas de tumor pulmonar incluem:
- Tosse persistente
- Tosse com sangue
- Sibilância
- Falta de ar
- Febre, especialmente quando a causa é infecciosa

## Diagnóstico
Diversos exames podem ser feitos para diagnosticar o tipo de tumor pulmonar:
- Exames de sangue
- Teste de tuberculina para verificar TB
- Tomografia por emissão de pósitrons (PET scan)
- SPECT
- Ressonância magnética (em casos raros)
- Punção e aspiração com agulha fina ou incisão com broncoscopia para biópsia
- Imuno-histologia

## Tratamento
A terapia adequada depende do tipo de tumor. Tumores benignos com pouco potencial maligno e poucos sintomas podem apenas ser acompanhados com raio X ao longo de vários anos. Tumores sintomáticos ou com potencial maligno devem ser removidos cirurgicamente. Câncer de pulmão pode ser tratado com cirurgia, radioterapia e quimioterapia.